# Chronologie de Dragon Ball
 (décembre 2016).
 (mars 2021).
- Si vous ne connaissez pas le sujet, laissez ce bandeau (vous pouvez alors contacter les auteurs).
- Si vous supprimez le contenu mis en cause (vous pouvez préalablement contacter les auteurs),

argumentez précisément cette suppression dans la page de discussion
(un manque de référence n'est pas un argument ; une recherche réelle de référence doit avoir été effectuée, être formellement documentée).
L'univers de fiction dans lequel se passent Dragon Ball et ses films et séries dérivées a sa propre chronologie. Le début du manga se situe en 749 et se termine en 789 qui se passe après l'arrivée de la série télévisée Dragon Ball Super.

## Chronologie

### Plan de lecture
| Date     | Titre                                    | Titre                                                        | Type                    |
| Date     | Canon                                    | Hors-continuité                                              | Type                    |
| -------- | ---------------------------------------- | ------------------------------------------------------------ | ----------------------- |
| -263     | Dragon Ball: Episode of Bardock          |                                                              | OAV                     |
| 737      | Dragon Ball Z : Baddack contre Freezer   |                                                              | Téléfilm                |
| 749-784  | Dragon Ball                              |                                                              | Manga                   |
| 749-756  | Dragon Ball                              |                                                              | Série télévisée         |
| 749      |                                          | Dragon Ball : La Légende de Shenron                          | Film animé              |
| 749      |                                          | Dragon Ball : Le Château du démon                            | Film animé              |
| 749      |                                          | Dragon Ball : L’Armée du Ruban Rouge                         | Film animé              |
| 752      |                                          | Dragon Ball : L’Aventure mystique                            | Film animé              |
| -263-784 | Dragon Ball Z Kai                        |                                                              | Manga / Série télévisée |
| 761-784  | Dragon Ball Z                            |                                                              | Série télévisée         |
| 761      | Dragon Ball Z : À la poursuite de Garlic |                                                              | Film animé              |
| 762      |                                          | Dragon Ball Z : Le Robot des glaces                          | Film animé              |
| 762      |                                          | Dragon Ball Z : Le Combat fratricide                         | Film animé              |
| 762      |                                          | Dragon Ball Z : La Menace de Namek                           | Film animé              |
| 764      |                                          | Dragon Ball Z : La Revanche de Cooler                        | Film animé              |
| 764      |                                          | Dragon Ball Z : Cent mille guerriers de métal                | Film animé              |
| 767      |                                          | Dragon Ball Z : L’Offensive des cyborgs                      | Film animé              |
| 767      |                                          | Dragon Ball Z : Broly le super guerrier                      | Film animé              |
| 767      |                                          | Dragon Ball Z : Le Plan d’anéantissement des Saïyens         | OAV                     |
| 767      |                                          | Dragon Ball Z : Les Mercenaires de l'espace                  | Film animé              |
| 774      |                                          | Dragon Ball Z : Rivaux dangereux                             | Film animé              |
| 774      |                                          | Dragon Ball Z : Fusions                                      | Film animé              |
| 774      |                                          | Dragon Ball Z : Attaque Super Warrior !                      | Film animé              |
| 775      |                                          | Dragon Ball Z : L'Attaque du dragon                          | Film animé              |
| 775      | Dragon Ball Daima                        |                                                              | Série télévisée         |
| 776      |                                          | Dragon Ball : Salut ! Son Gokû et ses amis sont de retour !! | OAV                     |
| 778      |                                          | Dragon Ball Z: Battle of Gods                                | Film animé              |
| 778      |                                          | Dragon Ball Z : La Résurrection de ‘F’                       | Film animé              |
| 78?      | Dragon Ball Super                        | Dragon Ball Super Spécial Arc Moro                           | Manga / Série télévisée |
| 78?      | Dragon Ball Super: Broly                 |                                                              | Téléfilm                |
| 78?      | Dragon Ball Super: Super Hero            |                                                              | Téléfilm                |
| 785      |                                          | Dragon Ball Z : L'Histoire de Trunks                         | Téléfilm                |
| 789-890  |                                          | Dragon Ball GT                                               | Série télévisée         |
| 890      |                                          | Dragon Ball GT : Cent ans après                              | Téléfilm                |

## Évènements

### Période précédantDragon Ball
Indéfinie
- Majin Boo apparaît et commence des cycles de destruction et d'hibernation.
- Pris de colère, Beerus pourchasse son frère Champa. Ce combat est jugé trop violent par Whis et Vados, ainsi les duels entre les deux frères se finiront en combats culinaires.

41e année du calendrier divin
- Création des Super Dragon Balls par le dieu dragon Zalama.

42e année du calendrier divin
- Le dieu Dragon Zalama incruste des étoiles au sein des Super Dragon Balls.

−100 000 000
- Confirmation de l’existence des planètes Kaïos Shins.

−75 000 000
- Le vieux Kaio Shin est enfermé dans la Z-Sword par Beerus à cause d'une dispute lors d'une réunion qui se passe tous les mille ans.
- Naissance de Tokitoki.
- La Kaioshin du Temps permet à Tokitoki de devenir adulte et lui donne le rôle de dieu pouvant voir à travers les âges.
- Le Dieu Démon Démigra vient au Nid du Temps et tente de prendre le contrôle du temps en enlevant Tokitoki. Démigra échoue et est enfermé dans une brèche Temporelle par la Kaioshin du Temps.
- Aralé et Tsuririn sont transportés au temps des dinosaures, quelque temps avant qu'une énorme météorite provoque leur extinction, par une Time Machine. Aralé stoppe la météorite en frappant la Terre et en lui donnant un coups de tête qui la propulse en dehors de l’atmosphère, débouchant ainsi la création de la lune.

−5 000 000
- Bibidi prend le contrôle de Buu.
- Des centaines de planètes sont détruites par Buu.
- Buu tue quatre des cinq  Kaios Shins.
- Buu se révolte. Bibidi arrive à le contenir dans un œuf qui est caché sur Terre.
- Le dieu Kaio Shin de l'est tue Bibidi.

−10 000
- La divinité Annine prend la fonction de gardienne du feu sacré Hakkero situé sur la montagne Gogyo.

−6 233
- Dans la galaxie Nord, Migoren affronte un démon extraterrestre.

−4 250
- Le joyaux nommé la « princesse endormie », source d’énergie apparemment sans limite, se rendort.

−4 237
- Les habitants de la planète Makyo, ancêtres de Garlic Junior, migrent sur Terre.

−2 733
- Dans la galaxie Nord, Sarte sauve sa planète natale de l'impact d'une météorite.

−739
- La princesse Serpent s'installe au milieu du Chemin du Serpent, dans l'autre monde.

−266
- Dans la galaxie Sud, sur la planète Conuts, un groupe de sorcier crée Hildegarn grâce à une statue.
- Hildegarn ravage la planète Conuts.
- Hildegarn se fait couper en deux. Les parties inférieure et supérieure de son corps sont respectivement scellées dans corps de Tapion et Minosha.

−263
- Bardock retourne dans le passé et change l'histoire. Combat de Bardock contre Chilled, celui-ci meurt et c'est ainsi que naît la légende du Super Saiyan.

−238
- Une légende Saiyan rapporte l’avènement d’un Super Saiyan, être sanguinaire et destructeur terrorisant l’Univers 7.

−237
- Naissance de la tortue de mer.

−50
- Naissance de Karin.
- Naissance de la momie.

250
- Naissance de Draculaman.

250
- Baba la voyante devient voyante.

261
- La planète Namek subit un gigantesque cataclysme qui extermine toute civilisation sauf un survivant. Ce dernier repeuple la planète Namek en donnant naissance à cent neuf enfants et devient le grand doyen.
- Piccolo, le fils de Katatts est évacué de Namek, en proie des violents cataclysmes, et arrive sur Terre. Il n'est alors qu'un enfant.
- Un jeune Namek est exporté sur la planète Slug pour fuir le cataclysme de planète Namek. Celui-ci se nomme plus tard Slug et est décris comme étant un Super Namek.

430
- Naissance de Kamé Sennin.

431
- Piccolo devient l'élève du Tout-Puissant.

448
- Kamé Sennin étudie les arts martiaux à l'école de Mutaito.
- Kamé Sennin tombe amoureux de Fanfan.

450
- Kamé Sennin quitte le dojo de son maître eMutaïto et gravit la tour Karin.

451
- Beerus se rend sur la planète du Kaiō du Nord. Ils jouent à cache-cache ensemble (ou à un jeu de course de voitures, selon les versions) et Beerus perd. Pris de colère, le Dieu de la destruction détruit la planète de Kaiō, si bien qu’il n’en reste qu’un petit morceau. Le Kaiō du Nord récupéra ce morceau et reforma une planète, plus petite, à partir de celui-ci. Tout en gardant un chemin qui fait le tour de la planète afin de pouvoir conduire son automobile.

453
- Au sommet de la tour Karin, Kamé Sennin parvient à acquérir la cruche et bois la Super eau sacrée.

459
- Naissance de Tao Pai Pai.

461
- Garlic est battu par le Tout-Puissant.
- Piccolo abandonne le plateau Yazabit.
- Piccolo veut devenir le nouveau Tout-Puissant. Pour cela, il doit se défaire de sa part d'ombre. Il se scinde en deux entités : le Tout-Puissant et le démon Piccolo.
- Le démon Piccolo met le monde à feu et à sang. Mutaito et ses élèves les mieux entraînés, Kamé Sennin et Tsuru Sennin, partent le combattre. Mutaito sort vainqueur de ce combat ; il enferme le démon Piccolo dans un autocuiseur grâce au Mafuba. Cette technique épuise toutes ses ressources vitales et Mutaito meurt.

470
- Dieu crée les Dragon Balls de la Terre et donne vie à Shenron.

474
- Dabra envoie un de ses hommes sur Terre à la recherche du cocon de Boo.

550
- Les Saiyans de l’Univers 7 partent à bord d'un mystérieux engin spatial et s'échouent sur la planète Plant, après avoir quitté la planète Sadara.

553
- Kamé Sennin commence sa collection de magazines cochons.

614
- Destruction de la planète Monsa par Beerus.

650
- Kamé Sennin trouve la Dragon Ball à trois étoiles.
- Première édition du Tenkaichi Budokai le 7 mai.

658
- Naissance de Son Gohan.

662
- Le Tout-Puissant révèle son passé à Mr Popo.

681
- Le robot scientifique C-6 est enfoui dans les ruines Nemuria.

698
- Naissance de To le carotteur.

708
- Naissance du Docteur Brief(le père de Bulma).
- Naissance de Panchy (la mère de Bulma).

710
- Naissance du roi Chapa.
- Organisation de la 13e édition du Tenkaichi Budokai.

712
- Le Docteur Uiro et le Docteur Kochin, son assistant, sont faits prisonniers des montagnes Tsurumai Tsuburi.
- Le Docteur Brief crée Capsule Corporation.

714
- Naissance de Ruhna, femme du Roi Chapa.

715
- Naissance de Pilaf.
- Naissance du Ninja Violet.
- Organisation de la 14e édition du Tenkaichi Budokai.

716
- Le mont Kiwi entre en éruption et cause l'extinction des Casoar, oiseau mangeur de feu. Ceux-ci ne laissent qu'un œuf derrière eux comme dernier représentant de l’espèce.

717
- Naissance de Guilan.

719
- Naissance de l'Homme-Garou.

720
- La guerre éclate entre les Saiyans et les Tsufurs, sur la planète Plant.
- Naissance de Tights, la grande sœur de Bulma.
- Organisation de la 15e édition du Tenkaichi Budokai.

721
- Naissance de Nam.

722
- Naissance du commandant Blue.

725
- Organisation de la 16e édition du Tenkaichi Budokai.

726
- Naissance de Lanfan

728
- Naissance de Sapa.

730
- Tao Pai Pai devient tueur à gages.
- Sur la planète Plant, une guerre éclate entre les Saiyans, transformés en singes géant, et les Tsufurs.
- Le Docteur Raichi tente de s’échapper à bord d'un vaisseau spatial contenant sa création, Hatchihyak, destiné à venger ses camarades Tsufurs, mais il est tué au moment du décollage.
- Une nouvelle technologie permet la création d'une forme de vie parasitaire à partir des cellules du roi Tsufurs. Cette forme de vie est baptisée Baby.
- Tous les Tsufurs sont finalement exterminés. Les Saiyans prennent le contrôle de la planète Plant et celle-ci est renommée « Planète Vegeta » en l’honneur de leur leader au combat, qui devient le monarque en place. Ils assimilent la technologie Tsuful et deviennent de puissants mercenaires au service des plus offrants.
- Le 17 juin, naissance de Lunch.
- Naissance de Peruka.
- Naissance de Tsururin Tsun.
- Organisation de la 17e édition du Tenkachi Budokai.
- Naissance de Raditz.
- Naissance de Thalès.

731
- Freezer engage les Saiyans pour nettoyer des planètes.
- La formation finale de l'Univers 7 commence.
- Le roi Vegeta se marie.

732
- Naissance de Vegeta, quatrième du nom, fils du Roi Végéta III.
- Naissance de Broly selon Dragon Ball Super: Broly, fils de Paragus et légèrement plus fort que Vegeta à la naissance. Le Roi Végéta III en sera jaloux et exilera Broly sur la planète Vampa. Paragus ira rejoindre son fils sur Vampa avec un autre Saiyan nommé Beets à bord d'un vaisseau Saiyen. Il tuera alors Beets après s'être crashé sur Vampa afin de pouvoir survivre avec Broly.

733
- Le 18 août, naissance de Bulma Brief.
- Naissance de Yamcha.
- Naissance de Ten Shin Han.
- Le 8 mai : début du règne du nouveau roi de la Terre.

734
- Hoï part à la recherche de la boîte à musique de Tapion.

735
- Les rapports entre Freezer et les Saiyans se dégradent.
- Les Saiyans sont en proie à des conflits de pouvoirs qui déstabilisent leur puissance à l'extérieur.
- Durant son voyage à travers l'espace, Baby se promet de venger les Tsufurs de la race Saiyan. Il débute alors son plan « Universel Tsufur ».
- Naissance de Yajirobé.
- Organisation de la 18e édition du Tenkaichi Budokai.

736
- Naissance de Krilin.
- Naissance de Mark, alias Mr Satan.

737
- Naissance de Kakarotto, fils de Baddack.
- Naissance de Broly (Timeline Parallèle).
- Création des Saibamans par un scientifique Saiyan.
- Les Saiyans conquièrent Kanassa et Meat. Les Saiyans de la bande à Baddack meurent mis à part Baddack qui arrive après l'attaque de Dordoria.
- Kakarotto est envoyé sur Terre pour nettoyer cette planète.
- Freezer détruit la planète Vegeta et les Saiyans qui sont prêts à se révolter, dont le Roi Végéta III. Baddack est le seul à s'opposer au tyran mais il perd au combat et est également transporté dans le passé[1].
- Le roi galactique demande au patrouilleur galactique, Jaco, de partir en mission sur Terre et d'intercepter la capsule saiyan qui s'apprête à atterrir sur Terre afin de l’éliminer.
- Kakarotto atterrit sur Terre entre juin et août. Il est recueilli par Son Gohan qui le rebaptise Son Goku.
- Le 5 novembre, naissance de Chichi, fille de Gyumao.
- Décès de la mère de Chichi des suites d'une maladie.

738
- Son Goku fait une chute et est blessé à la tête. Cet accident refoule le naturel violent du bébé au profit d'une personnalité joviale qui deviendra protecteur de la Terre.

739
- Gyumao emmène sa fille Chichi pique-niquer. En son absence, l'esprit du feu prend possession de la montagne Ryokei où se trouve le château de Gyumao. On l'appelle désormais la montagne de feu.
- Beerus, le Dieu de la destruction, reçoit du Poisson Oracle la prédiction selon laquelle dans 39 ans, un terrible adversaire l'affrontera. Il décide alors de retourner dormir pendant 39 ans pour patienter[2].

740
- Naissance de Oolong.
- Krilin entre comme moine au temple d'Oorin.

744
- Oolong rencontre Puerh à la maternelle.

747
- Yamcha rencontre Puerh.

748
- Le phénix apprivoisé de Kamé Sennin meurt d'une intoxication alimentaire.
- La tortue de Kamé Sennin se perd en allant cueillir des champignons.

749
- Bulma entre au lycée en avril.
- Bulma découvre la Dragon Ball à deux étoiles dans son grenier.
- Bulma construit le Dragon Radar pour trouver les autres Dragon Balls.
- Le 22 août, Bulma trouve la boule à cinq étoiles.

### Dragon Ball
749
- Le 1er septembre, Bulma rencontre Son Goku[3]. Ce dernier a en sa possession la Dragon Ball à quatre étoiles. Il refuse de lui donner mais accepte de l'accompagner dans sa quête.
- Le 2 septembre, Bulma et Son Goku font la connaissance de Tortue Géniale qui leur offre la Dragon Ball à trois étoiles.
- Le 5 septembre, Son Goku et Bulma rencontrent Oolong qui tyrannise un village. Les villageois leur donnent la boule à six étoiles pour les remercier de les avoir débarrassés de ce tyran. Oolong accompagne Son Goku et Bulma dans leur quête.
- Le 6 septembre, Son Goku et ses amis rencontrent Yamcha.
- Ils rencontrent ensuite Gyumao et Chichi qui leur donnent la boule à sept étoiles.
- Son Goku apprend la technique du Kamé Hamé Ha de Kamé Sennin. Le Kamé Hamé Ha devient l'attaque spéciale de Son Goku, Son Gohan et Son Goten.
- Son Goku élimine To le carotteur et le gang des lapins qui tyrannisent Champignon Ville. Les sbires de Pilaf volent à Bulma ses Dragon Balls.
- Pilaf invoque Shenron, le dragon sacré, grâce aux sept Dragon Balls mais c'est Oolong qui fera un vœu : une petite culotte.
- Son Goku se transforme en singe géant fou furieux et pulvérise le château de Pilaf.
- Le 10 septembre, Son Goku quitte ses amis pour partir en apprentissage auprès de Kamé Sennin. Il y rencontre Krilin.
- Son Goku et Krilin affrontent Lucifer[4].
- Le 11 septembre, Son Goku et Krilin ramènent une charmante jeune fille à Kamé Sennin : Lunch sous l'ordre de ce dernier
- Kamé Sennin, Krilin et Lunch sont malades après avoir mangé du fugu, poisson toxique.
- Le 14 septembre, Son Goku et Krilin commencent un entraînement qui durera huit mois.
- Le 2 octobre, début du second semestre au lycée dans la capitale de l'Ouest.

750
- Le 6 avril, Son Goku et Krilin achèvent leur entraînement en portant chacun une carapace de Zorg de 40 kg.
- Le 18 avril, l'armée du Red Ribbon envoie un détachement à la recherche des Dragon Balls.
- Le 6 mai, Son Goku et Krilin partent pour l'île Papaye où se déroule le 21e Tenkaichi Budokai pour s'y inscrire.
- Le 7 mai, Jackie Chun bat Son Goku et remporte le 21e Tenkaichi Budokai.
- Son Goku repart à la recherche des Dragon Balls mais seul, dans un premier temps, pour parfaire son entraînement. Il passe par le village où vivent Gyumao et Chichi.
- L'armée du Red Ribbon obtient la boule à six étoiles qui était en possession de Pilaf.
- L'armée du Red Ribbon obtient la boule à cinq étoiles.
- Le 8 mai, Son Goku élimine le détachement du commandant White et détruit la Muscle Tower. Il obtient une première Dragon Ball.
- Le 9 mai, à 11h02, Bulma construit un nouveau Dragon Radar.
- Plus tard, Bulma rejoint Son Goku dans sa quête. Krilin lui aussi les rejoint. Ensemble, ils combattent le détachement du commandant Blue.
- Le commandant Blue s'enfuit et trouve refuge au village Pingouin. Son Goku, de nouveau seul, est aidé d'Aralé pour récupérer une autre Dragon Ball.
- Le commandant Blue retourne au quartier général de l'armée du Red Ribbon. Pour se racheter de son échec, il doit battre Tao Pai Pai et ainsi tester son efficacité. Blue est rapidement éliminé.
- Son Goku arrive sur la Terre Sainte. Il élimine le détachement du capitaine Yellow et obtient la boule à quatre étoiles en possession de Bola, le gardien de la tour Karin.
- Tao Pai Pai arrive sur la Terre Sainte pour éliminer Son Goku et récupérer les Dragon Balls. Il tue Bola, laisse Son Goku pour mort et s'en va avec les Dragon Balls mais en oublie une.
- Lorsque Son Goku reprend ses esprits, il fait la promesse à Upa, le fils de Bola, de venger la mort de son père. Il décide d'aller au sommet de la tour Karin pour y rencontrer le maître et boire l'élixir sacré.
- Le 10 mai, tôt le matin, Son Goku rencontre Maître Karin. Il commence alors l'épreuve de l'eau sacrée qu'il doit ravir au Maître Karin.
- Vacances d'été à l’école du Village Pingouin.
- Le 12 mai, Son Goku obtient l'élixir sacré et le boit.
- Son Goku élimine Tao Pai Pai.
- Son Goku se rend au quartier général de l'armée du Red Ribbon et l'anéantit. Il récupère les Dragon Balls.
- Son Goku, rejoints par ses amis, se rend chez la sœur de Kamé Sennin, Baba la voyante, afin qu'elle lui révèle où se trouve la dernière boule. Pour ce faire, Son Goku et ses amis devront affronter tour à tour les champions de Baba. L'un d'eux est Son Gohan, son grand-père, revenu d'entre les morts pour un jour.
- Grâce à la voyance, Son Goku localise la Dragon Ball qui est aux mains de Pilaf. Il la récupère puis invoque Shenron. Il fait le vœu de ressusciter Bola.
- Son Goku part en voyage pour parfaire son entraînement.

751
- Au village de Chao, Son Goku se débarrasse de Kinkaku et Ginkaku, des brigands notoires.
- Son Goku fait la connaissance de Chintaïken et affronte Tenron.

752
- Son Goku affronte Shura à la porte du royaume des démons.
- Son Goku rencontre Ten Shin Han et Chaozu. Il sauve Inoshikacho.

753
- Le 5 mai, Son Goku rencontre Konkichi. Ce dernier l'accompagne et l'aide à rejoindre l'île Papaye.
- Le 7 mai, Ten Shin Han remporte le 22e Tenkaichi Budokai en finale contre Son Goku.
- Krilin est retrouvé assassiné dans les loges du championnat. On a volé la boule à quatre étoiles. L'acte est signé. C'est le retour du démon Piccolo.
- Naissance de Piano, Tamourine, Cymale et Drum par le Démon Piccolo.
- Son Goku poursuit le meurtrier de Krilin. Il combat les sbires du démon Piccolo.
- Son Goku rencontre Yajirobé.
- Son Goku boit l'élixir divin pour vaincre le démon Piccolo.
- Le 8 mai, le démon Piccolo élimine Kamé Sennin. Il réunit les Dragon Balls et demande à Shenron de lui donner la jeunesse éternelle.
- Au King's Castle, célébration des 20 ans du royaume de la Terre.
- Le démon Piccolo tue Shenron et les Dragon Balls redeviennent de simples pierres.
- Le démon Piccolo devient le nouveau roi de la Terre. Il instaure un règne de terreur et de criminalité.
- Le 9 mai, Son Goku, aidé de Ten Shin Han, tue le démon Piccolo.
- Avant de mourir, le démon Piccolo donne naissance à un fils. Dans la confusion de la bataille, personne n'y a prêté attention.
- Son Goku rencontre Mr Popo et le Tout-Puissant qui lui révèleront que le démon Piccolo a un enfant.
- Le tout-puissant, avec l'aide de Mr. Popo, fait revenir à la vie Shenron
- Son Goku part s'entraîner pour trois ans chez le Tout-Puissant.

754
- Les Dragon Balls sont réunies et Shenron ressuscite les victimes du démon Piccolo dont Krilin et Kamé Sennin.

756
- Le 7 mai, Son Goku remporte le 23e Tenkaichi Budokai en finale contre Piccolo.
- Son Goku se fiance avec Chichi lors du tournoi, puis se marie avec elle au mont Fry Pan.
- Son Goku et Chichi partent à la recherche de l'éventail magique pour éteindre le feu du mont Fry Pan.
- Le 8 mai, Chichi étudie les règles afin de devenir une bonne épouse avec Hakaké.
- Son Goku ne parvient pas à éteindre le feu avec l'éventail magique. Il apprend que le feu qui consume la montagne est le feu sacré Hakkero.
- Son Goku retrouve son grand-père, Son Gohan, qui est devenu le gardien du feu sacré au Paradis
- Naissance de Shapner.
- Naissance d'Eresa.

757
- Naissance de Videl, fille de Mr Satan et d'une mère inconnue, en avril.
- Le 18 mai, naissance de Son Gohan, fils de Son Goku et Chichi.

### Dragon Ball Z/Dragon Ball Z Kai
761
- Garlic Junior kidnappe Son Gohan et se procure les Dragon Balls pour invoquer Shenron. Son Goku et Piccolo le combattent ensemble[5].
- Le 12 octobre, Raditz débarque sur Terre[6].
- Son Goku meurt en éliminant son frère, Raditz. Ils sont tués par Piccolo.
- Vegeta et Nappa partent pour la Terre.
- Son Goku passe devant le roi Enma. Grâce à l'intervention du Tout-Puissant, il obtient l'autorisation de partir s'entraîner avec Maître Kaio. Il emprunte le chemin du serpent pour y arriver.
- Piccolo prend Son Gohan comme élève en vue de l'entraîner pour l'arrivée des deux Saiyans.
- Yamcha devient joueur de baseball pour gagner sa vie.
- Son Gohan rencontre Pigélo et ses amis.

762
- En mars, Krilin, Yamcha, Ten Shin Han, Chaozu et Yajirobé commencent leur entraînement au palais du Tout-Puissant.
- Le 29 avril, Son Goku commence son entraînement avec Maître Kaio.
- Le 9 mai, Son Goku passe la première épreuve : il attrape Bubbles.
- Le 23 mai, Son Goku passe la deuxième épreuve : il frappe Grégory avec une masse.
- Krilin, Yamcha, Ten Shin Han et Chaozu passent la porte du temps. De l'autre côté, ils se font mettre au tapis par deux Saiyans ordinaires.
- Le 2 novembre, Shenron est invoqué pour ressusciter Son Goku.
- Le 3 novembre, Vegeta et Nappa arrivent sur Terre.
- Piccolo, Ten Shin Han, Chaozu et Yamcha sont tués par les puissants Saiyans.
- Un robot espion du Dr Gero, de l'armée du Red Ribbon, prélève des cellules de Son Goku et de ses compagnons en vue de créer Cell.
- Nappa est tué par Vegeta.
- Vegeta est battu mais Son Goku le laisse s'enfuir.
- Le 4 novembre, Son Goku et ses compagnons survivants sont hospitalisés.
- Son Gohan et Krilin sont remis de leurs blessures.
- Le 9 novembre, Bulma a fini de préparer le vaisseau spatial du Tout-Puissant pour partir pour Namek afin d'y trouver les Dragon Balls originelles
- Le Dr Willow tente de s'emparer du corps de Son Gokû pour devenir l'homme le plus fort du monde. Son Gokû et ses amis le battent.(Timeline Parallèle)
- Thalès attaque la Terre, Son Goku et ses amis l'affrontent, la terreur règne et les habitants de la Terre sont transformés en fruits sacrés qui servira à avoir plus de puissance pour Thalès.(Timeline Parralel)
- Le 14 novembre, Son Gohan, Krilin et Bulma décollent pour la planète Namek.
- La traduction du langage Namek est rendue possible.
- Le 21 novembre, Vegeta retourne chez Freezer.
- Le 13 décembre, Vegeta, remis de ses blessures, part pour Namek.
- Le 18 décembre, Vegeta, Kiwi, Bulma, Son Gohan et Krilin arrivent sur Namek.
- Son Goku décolle pour Namek.
- Krilin rencontre Dendé qui l'amène au chef des Nameks.
- Piccolo, Ten Shin Han, Chaozu et Yamcha arrivent chez Maître Kaio et commencent leur entraînement.
- Le vaisseau spatiale de Son Goku, pris par l'attraction de l’étoile Alpha-H-Z, devient incontrôlable.Son Goku parvient à produire un Kamé Hamé Ha hors du vaisseau. Cette réaction le sauve de cette phase critique.
- Le 19 décembre, Sur ordre de Freezer, le Commando Ginyu ajourne la conquête de la planète Yardrat et part pour la planète Freezer no 79.
- Le 20 décembre, Vegeta affronte pour la seconde fois Zabon et l'élimine.
- Son Gohan rencontre lui aussi le chef des Nameks qui éveille la puissance du jeune garçon.
- Le 23 décembre, Son Goku achève son entraînement dans son vaisseau spatial avec une gravité 100 fois supérieure à celle de la Terre
- Le 24 décembre, Son Goku atterrit sur Namek.
- Son Goku et ses alliés se débarrassent du commando Ginyu.
- Piccolo est ressuscité. Il apparaît directement sur Namek où il fusionne avec Nail, un guerrier Namek puissant.
- Krilin est tué par Freezer. Il meurt une seconde fois et ne peut être ressuscité par Shenron.
- La mort de Krilin révèle la vraie puissance de Son Goku. Il devient Super Saiyan et bat Freezer avant que Namek n'explose.
- Avant l'explosion, Porunga, le dragon de Namek, téléporte sur Terre les Nameks et les alliés de Son Goku, y compris Vegeta.

763
- Le 3 mai, Krilin et Yamcha sont ressuscités.
- Le 9 septembre, Ten Shin Han et Chaozu sont ressuscités.
- Les Nameks quittent la Terre pour une nouvelle planète.
- La planète Makyo s'approche de la Terre, comme elle l'a fait 5 000 ans auparavant, en octobre.
- Garlic Junior est de retour. Son Gohan et ses alliés vont le combattre.

764
- Freezer et son père, le roi Cold, arrivent sur Terre. Ils sont rapidement éliminés par Trunks.
- En août, Son Goku est de retour sur Terre.
- Vegeta commence un entraînement intensif dans une salle de gravité conçue par Bulma. Les deux anciens ennemis se rapprochent.
- Bulma tombe amoureuse de Vegeta.
- Son Goku et Piccolo tentent de passer leur permis de conduire.
- Slug, un Nameksejin attaque la Terre afin de pouvoir la contrôler, il demande à ses soldats de trouver les 7 Dragon Balls afin d'obtenir la jeunesse éternelle. Slug est battu par un Genkidama de Son Goku.
- Cooler, le frère de Freezer, attaque la Terre. Il est battu par Son Goku[7].
- Les Nameks ont trouvé une nouvelle planète mais elle est attaquée par Cooler. Son Goku et ses alliés leur viennent en aide. (Timeline Parralel)
- Naissance de Koryu.

766
- Naissance de Trunks, fils de Vegeta et Bulma.

767
- Le 7 mai, Mr Satan remporte le 24e Tenkaichi Budokai catégorie adultes. C'est Videl, sa fille, qui remporte le tournoi dans la catégorie junior.
- Le 12 mai, les premiers cyborgs, C-19 et C-20 font leur apparition.
- Naissance de Cell. Alors qu'il n'est qu'à l'état embryonnaire, il est détruit par Krilin et Trunks sauf que Cell du futur a réussi à monter dans le machine à remonter le temps pour aller dans le passé ce qui provoque un développement plus rapide de Cell (ce que l'on appelle un paradoxe temporel, Cependant Whis expliquera à Trunks que le voyage dans le temps est dangereux).
- Son Goku, comme prédit par Trunks, est victime d'une crise cardiaque.
- Piccolo et le Tout-Puissant fusionnent afin d'accroitre leur puissance en vue du terrible combat à venir.
- Le 15 mai, Son Goku guérit grâce au médicament que Trunks a ramené du futur.
- Les alliés combattent les cyborgs C-17 et C-18.
- Ils combattent également les cyborgs C-13, C-14 et C-15[8].
- Vegeta et Trunks entrent dans la salle de l'Esprit et du Temps du palais du Tout-Puissant pour s'entraîner.
- Le 16 mai, le Cell venu du futur assimile C-17 puis C-18 et se transforme dans sa forme la plus parfaite.
- Son Goku et Son Gohan remplacent Vegeta et Trunks dans la salle de l'Esprit et du Temps.
- Cell annonce l'ouverture du Cell Game et invite tous les combattants à venir l'affronter qui a pour récompense le maintien de la planète Terre à la vie.
- Piccolo est le dernier à rentrer dans la salle de l'Esprit et du Temps.
- Le 18 mai, Vegeta rentre pour la seconde fois dans la salle de l'Esprit et du Temps à la place de Piccolo.
- Son Gohan met fin aux méfaits de Babon et sa bande dans le village de Laïmu.
- Le 19 mai, Son Goku et sa famille partent en excursion.
- Cell écrase les armées de la Terre.
- Dendé devient le nouveau Tout-Puissant.
- Trunks entre dans la salle de l'Esprit et du Temps pour la seconde fois à la place de Vegeta.
- Le 20 mai, Trunks sort de la Salle de l’Esprit et du Temps.
- Paragus atterrit sur Terre. Le rescapé Saiyan vient chercher Vegeta afin qu'il règne sur la nouvelle planète Vegeta sauf que c'est un piège pour le tuer (Timeline Parralel)
- Son Goku est envoyé en mission par Maître Kaio pour mettre la main sur un guerrier très puissant. (Timeline Parralel)
- Broly, le fameux guerrier, fils de Paragus, est battu par Son Goku et les siens[9]. (Timeline Parralel)
- La Z Team affrontent Hatchiyak et le Dr Raichi"Freezer, Cooler, Thalès, Slug apparaissent également sous forme fantôme à cause du Dr Raichi (Timeline Parralel)
- Le 26 mai, à midi, ouverture du Cell Game. Son Gohan bat Cell.
- Lors de ce combat, Son Goku meurt pour la deuxième fois.
- Le 27 mai, funérailles de Son Goku.
- Trunks (du futur) retourne dans son époque.
- Naissance de Son Goten, second fils de Son Goku et Chichi.
- Au Paradis, Son Goku se rend chez Maître Kaio.
- M. Multimillionnaire, un homme très très riche, organise un tournoi spécial où vont s'affronter des guerriers terriens et des guerriers d'autres planètes sauf que la bande à Bojack attaque la Terre.
- Bojack et ses comparses s'invitent au tournoi. Son Gohan et les autres devront les battre sans l'aide de Son Goku[10].
- Son Goku participe au premier championnat des arts martiaux du Paradis. Il arrive en finale contre Paikûhan.
- Trunks fait ses premiers pas.
- Une émission spéciale est diffusée à la télévision sur Mr Satan, le sauveur du monde.

770
- Krilin et C-18 se marient.

771
- Naissance de Maron, fille de Krilin et de C-18.

773
- Kaio Shin et Kibito arrivent sur Terre pour trouver où l'esprit de Boo est caché.

774
- Le 28 mars, Son Gohan se prépare pour le lycée Orange Star de Satan City.
- Le 7 avril, Son Gohan se transforme en Super Saiyan et aide la police, il se fait appeler Le Combattant Doré.
- Son Gohan est admis en seconde au lycée Orange Star.
- Son Gohan fait la connaissance de Videl.
- En rentrant de l'école vers 15 heures, Son Gohan passe chez Bulma. Il en ressort à 17h12 avec un nouveau costume.
- Great Saiyaman fait son apparition à Satan City
- Le 8 avril, Great Saiyaman dévoile sa véritable identité à Videl.
- Son Gohan découvre que son petit frère Son Goten peut devenir Super Saiyan
- Le 9 avril, Son Gohan enseigne la danse de l'air à Videl et à Son Goten.
- Maître Kaio du Sud passe voir Son Goku lors de son entraînement.
- Le 10 avril, Vegeta apprend que son fils Trunks, qui n'est qu'un enfant, est déjà capable de se transformer en Super Saiyan
- Son Gohan, Son Goten, Trunks et Videl affrontent Broly qui s'est échoué sur Terre[11]. (Timeline Parralel)
- Le 20 avril, Videl maîtrise la danse de l'air.
- Le 7 mai, ouverture du 25e Tenkaichi Budokai.
- Son Goku revient sur Terre un jour pour y participer. Il profite de l'arrangement de Baba la voyante.
- Boo revient grâce à Babidi, double de Bibidi, et ses sbires.
- Vegeta se sacrifie pour vaincre Boo, en vain.
- Boo tue Babidi.
- Naissance de Bee, le chien de Mister Satan.
- Son Goku, en Super Saiyan 3, affronte Boo. Cette transformation lui demande énormément d'énergie et met fin à sa permission sur Terre. Il retourne au Paradis.
- Son Goten et Trunks affrontent une nouvelle fois Broly[12]. (Timeline Parallèle)
- Son Gohan est emmené au Kaioshinkaï afin d'y être entraîné pour combattre Boo.
- Rou Dai Kaio Shin est libéré de la Z-Sword.
- Piccolo considère que Trunks et Son Goten se sont assez entraînés. Il leur ordonne de fusionner pour de vrai. La première tentative se révèle une catastrophe, la seconde aussi. Par contre, la troisième semble être un franc succès. Désobéissant à Piccolo, les deux garçons, devenus un guerrier appelé Gotenks, croient être assez forts pour défier Boo.
- Au Paradis, Son Goku et Vegeta fusionnent en Gogeta et affrontent Janemba[13]. (Timeline Parralel)
- Son Gohan subit une cérémonie menée par Rou Dai Kaio Shin afin d'accroitre ses pouvoirs.
- Son Goten et Trunks fusionnent en Gotenks pour affronter Boo. À son tour, Son Gohan affronte Boo.
- Le 8 mai, Boo absorbe Piccolo, Gotenks puis Son Gohan et enfin tous les terriens.
- Rou Dai Kaio Shin échange sa vie contre la mort de Son Goku afin que ce dernier puisse ressusciter sur Terre et affronter Boo.
- Vegeta revient sur Terre pour un jour.
- Vegeta et Son Goku fusionnent grâce aux potalas du doyen Kaio Shin pour devenir Vegetto.
- Boo détruit la Terre entière.
- Grâce au pouvoir de Porunga, la Terre renaît.
- Vegeta et le Rou Dai Kaio Shin entre autres reviennent à la vie.
- Son Goku utilise la technique du Genki Dama pour éliminer définitivement Boo originel.
- Le 7 septembre, Shenron efface le souvenir de Boo de la mémoire de tous les terriens.

775
- Tapion rencontre Son Goku et ses amis. Ensemble, ils affrontent Hildegarn[14].

776
- Le 7 mai, le 26e Tenkaichi Budokai est remporté par Mr Satan en finale contre Mr Boo.
- Table arrive sur Terre pour demander de l'aide à son frère Vegeta afin de tuer Abo et Cado[15].

781
- Le 7 mai, le 27e Tenkaichi Budokai est remporté par Mr Satan en finale contre Mr Boo.

784
- Le 7 mai, le 28e Tenkaichi Budokai voit s'affronter Son Goku et Oob. Le combat n'a pas d'issue. Les deux combattants partent ensemble. Oob devient le disciple de Son Goku. Ils partent s'entraîner pendant 10 ans.

### Dragon Ball Super
Suite officielle de l'animé Dragon Ball Z et du manga Dragon Ball, étant donné qu'Akira Toriyama - l'auteur de Dragon Ball - en a écrit le scénario. Cependant, il ne dessine plus son manga et donne son scénario à Toyotaro pour le manga et à la Toei Animation pour l'anime. Chacun adapte le scénario d'Akira Toriyama sur ces deux supports. Il existe quelques différences notables entre le manga et l'animé, comme la présence de Goku Super Saiyan Blue Kaioken qui apparaît dans l'anime et non dans le manga, ou l'apparition de Toppo Dieu de la Destruction qui ne figure pas dans le manga.
778
- Beerus se réveille après 39 ans de sommeil.
- Beerus détruit une planète et demi en novembre.
- 38e anniversaire de Bulma et première rencontre avec Beerus. (elle a pourtant 45 ans, car elle est née en 733)
- Beerus, le Dieu de la destruction souhaite affronter le Super Saiyan God dont il a eu la prémonition au cours de son sommeil de 39 ans[16]. Avec l'aide de Shenron, et grâce aux pouvoirs de Vegeta, Gohan, Goten, Trunks et de Pan qui est dans le ventre de Videl, Son Goku se métamorphose en Super Saiyan God et affronte Beerus. Malgré ce grand pouvoir, Son Goku perd et reconnaît sa défaite ; Beerus étant trop fatigué après ce combat et ayant apprécié la nourriture, il épargne la Terre.

779
- Naissance de Pan.
- Goku part s'entrainer avec Whis sur la planète de Beerus.
- Arrivée de Sorbet et Tagoma sur Terre. Freezer est ressuscité grâce aux Dragon Balls.
- La troupe entière de Freezer débarque quelques mois plus tard sur Terre. Ginue s'empare du corps de Tagoma et combat Son Gohan, qui vient à bout du soldat de Freezer.
- Piccolo faisant preuve d'héroïsme, décide de se sacrifier pour sauver la vie de Son Gohan des attaques meurtrières de Freezer.
- Son Goku et Vegeta arrivent sur Terre. Vegeta élimine Ginue sous l'apparence de Tagoma.
- Son Goku et Vegeta se transforment pour la première fois en Super Saiyan Dieu Super Saiyan (ou Super Saiyan Bleu) et combattent, chacun à son tour, le tyran. Freezer détruit la Terre. Whis remonte le temps pour permettre à Son Goku d'achever Freezer. Freezer est alors tué par Son Goku. Piccolo ressuscite à l'aide des Dragon Balls de la planète Namek.
- Le Dieu de la destruction de l'univers 6, Champa, débarque sur la planète de Beerus, pour un affrontement culinaire contre ce dernier. Un tournoi a lieu entre l'univers 6 et l'univers 7. Cabba devient le premier Saiyan de l'univers 6, à devenir un Super Saiyan. Son Goku combat pendant un long moment et abandonne peu après contre Hit. Après sa défaite au tournoi, Champa, le frère de Beerus, veut tuer tous les participants du tournoi de l'univers 6 sauf qu'un personnage inattendu apparaît, Zeno, le maître des dix-huit univers. Grâce aux Super Dragon Balls, Beerus restaure la Terre de l'univers 6 tels qu'elle l'était auparavant.
- Son Goku affronte la copie de Vegeta sur la planète Potofu (ou Potaufeu).

780
- Trunks du futur revient dans le passé pour demander de l'aide aux guerriers pour combattre Black Goku.
- Le roi Zeno demande à voir Goku.
- Beerus élimine le Zamasu du présent.
- Black Goku dévoile le Super Saiyan Rosé. Black Goku et Zamasu dévoilent le plan « Plan 0 humains ». Zamasu et Black Goku fusionnent pour devenir un nouveau Zamasu. Goku et Vegeta fusionnent et redeviennent Vegetto. Vegetto possède le Super Saiyan Bleu. Black Goku et Zamasu sont éliminés par le roi Zeno, le roi des dix-huit univers.
- Trunks du futur repart, cette fois dans un autre futur.
- Aralé débarque à une cérémonie et combat Son Goku et Vegeta.
- Hit l'assassin de l'univers 6, débarque sur Terre pour un contrat : assassiner Goku. Hit assassine Goku mais il ressuscite finalement grâce à sa malice. Hit et Goku s'affronte une nouvelle fois et le combat semble se solder sur un match nul.
- Goku part sans autorisation de Beerus, voir le roi Zeno pour lui rappeler qu'il lui avait promis d'organiser un grand tournoi confrontant tous les univers.
- Les règles du tournoi sont annoncées : les univers perdants se verront détruit par les rois Zeno.
- Les deux rois Zeno organise un tournoi préliminaire au Tournoi du Pouvoir, qui verra l'univers 7 de Beerus contre l'univers 9 de Sidra. Majin Boo affronte Basil de l'univers 9. Son Gohan affronte Lavenda de l'univers 9. Son Goku affronte Bergamo de l'univers 9 et affronte à nouveau Toppo de l'univers 11.
- Naissance de Bra, fille de Bulma et Vegeta et petite sœur de Trunks.
- Freezer revient dans le monde des vivants pour une durée de 24 heures, afin de participer au Tournoi du Pouvoir et ainsi remplacer le gentil Majin Boo.
- Le grand tournoi commence: tous les univers sauf l'univers 1, l'univers 5, l'univers 8 et l'univers 12 participent au tournoi.
- L'univers 9 de Sidra est supprimé par les deux Zeno.
- L'univers 10 de Rumsshi est supprimé par les Zeno.
- Son Goku affronte Jiren de l'univers 11 et développe une nouvelle forme : l'Ultra Instinct.
- Caulifla et Kale fusionnent et deviennent Kefla par l'intermédiaire des potalas.
- L'univers 2 de Xeres est supprimé par les Zeno.
- L'univers 6 de Champa est supprimé par les Zeno.
- L'univers 4 de Quitela est supprimé par les Zeno.
- L'univers 3 de Moscow est supprimé par les Zeno.
- Vegeta dévoile une nouvelle transformation surpassant le Super Saiyan Bleu et affronte Jiren. C-17 échappe de peu à la mort à la suite d'une attaque de Jiren, laissant le temps à Son Goku et Vegeta de récupérer un peu d'énergie suffisante. Vegeta est éliminé par Jiren et Son Goku prend les devants.
- Son Goku parvient à maîtriser à 100% le niveau de l'Ultra Instinct et domine totalement Jiren.
- L'univers 11 de Vermoud est supprimé par les Zeno.
- C-17 est le grand vainqueur du tournoi avec l'univers 7 et décide de ressusciter les univers détruits par les rois Zeno.
- Whis ressuscite Freezer avec l'avis de Beerus.
- Fin du Tournoi du Pouvoir.
- Grande fête de naissance de Bra.
- Broly et Paragus sont secourus.
- Arrivée de Broly, Paragus et Freezer sur Terre.
- Paragus est tué par Freezer.
- Goku et Vegeta donnent naissance à Gogeta.
- Broly retourne sur la planète Vampa avec l'aide de Shenron.
- Moro s'évade de la prison galactique, aidé par un ancien soldat de Freezer, Cranberry.
- La patrouille galactique dirigée par Merus enlève Boo dans le but d'extraire le Daikaioh afin d'obtenir de l'aide pour capturer Moro.
- Goku et Vegeta rejoignent la patrouille galactique en tant que membres temporaires pour aider à sa capture.
- Moro, Son Goku et Vegeta arrivent sur la nouvelle planète Namek.
- Goku et Vegeta affrontent Moro et perdent.
- Cranberry exauce son premier vœu et celui de Moro avec l'aide de Polunga.
- Moro tue Cranberry et exauce son dernier vœu.
- Moro quitte la nouvelle planète Namek.

### Dragon Ball GT
L'histoire de Dragon Ball GT ne fait plus partie de la chronologie officielle de l'œuvre. Selon des théories infondées, cette décanonisation ferait suite à l'apparition de Dragon Ball Super. En vérité Dragon Ball GT est qualifié de side-story par Akira Toriyama (auteur de Dragon Ball) dans une interview sortie juste après la fin de Dragon Ball GT.
789
- Oob a tout appris de Son Goku. L'élève quitte le maître.
- Pilaf met la main sur les Dragon Balls au palais du Tout-Puissant. Par inadvertance, il fait le vœu de rajeunir Son Goku.
- Les Dragon Balls, cette fois, se dispersent dans l'espace car elles sont chargées en énergie négative. Son Goku doit absolument les réunir avant un an sinon elles provoqueront la destruction de la planète Terre.
- Son Goku, Trunks et Pan partent à la recherche des Dragon Balls dans l'espace.
- Combat contre Baby, un descendant des Tsufuls.

790
- Son Goku participe à un nouveau tournoi d'arts martiaux.
- Combat contre Super C-17.
- Les Dragon Balls ayant été trop abusées font apparaître sept dragons guerriers qui devront être vaincus.
- Son Goku et Vegeta en Super Saiyan 4 fusionnent et battent Li Shenron.
- Au bout du combat, Son Goku part avec Shenron et absorbe les sept Dragon Balls (sauf qu'une Dragon Ball apparaît dans l'OAV Dragon Ball GT : Cent Ans Après).

890
- Son Goku Junior, descendant du célèbre guerrier Saiyan, part en quête des Dragon Balls afin de guérir son arrière-grand-mère Pan atteinte d'une maladie du cœur[17].

891
- Le 7 mai, le 65e Tenkaichi Budokai voit s'affronter deux enfants très puissants : Son Goku Junior et Vegeta Junior.

### Futurs alternatifs
L'histoire 4 correspond à l'histoire où Trunks récupère les plans des circuits d'arrêts d'urgence de C-17 et C-18. Il utilise ensuite sa machine à voyage dans le temps pour aller dans le futur en 785 où il arrive dans l'histoire 3 ce qui explique pourquoi il est absent de l'histoire 4. Grâce aux plans, il peut ainsi détruire C-17 et C-18 de l'histoire 3. Maintenant que Cell ne peut plus atteindre sa forme parfaite, il élimine Trunks pour lui voler sa machine à voyager dans le temps et se voit obliger de retourner à l'état d'œuf pour l'utiliser et ainsi retourner dans le passé en 763 dans l'histoire 1 où les cyborgs n'ont pas encore fait leur apparition.
Dans l'histoire 2, Son Goku meurt d'une maladie et la plupart des guerriers, à l'exception de Trunks et Son Gohan, meurent face aux cyborgs qui sont apparus en 767. Plus tard, Son Gohan meurt dans un combat et le seul guerrier restant, Trunks, n'est pas assez fort pour les combattre. En 784, Bulma termine de construire la machine à voyager dans le temps et Trunks peut retourner dans le passé en 764 dans l'histoire 1 (soit 1 an après l'arrivée de Cell de l'histoire 3) où il élimine Freezer et son père et où il donne le remède contre la maladie de Son Goku. Son intervention créera des différences entre son histoire (no 2) et l'histoire principale (no 1) comme l'apparition des cyborgs C-16, C-19 et C-20. Après que Cell a été vaincu dans l'histoire 1, Trunks est devenu plus puissant et retourne dans son époque en 785 où il écrase C-17 et C-18. Trois ans plus tard, en 788, Cell a eu le temps de grandir, et comme Trunks a éliminé C-17 et C-18, il ne peut plus atteindre sa forme parfaite et décide de voler la machine à voyager dans le temps, exactement comme dans l'histoire 3 hormis le fait que Trunks soit plus puissant (grâce à son voyage dans l'histoire 1), qu'il connait son existence (à l'inverse de l'histoire 3)  et qui peut donc l'éliminer facilement étant donné que Cell n'est qu'à sa première forme.
Une fois Cell de l'histoire ancienne, Boo ressuscite en 774 dans l'histoire 1 et se termine par le 28e Tenkaichi Budokai où Son Goku emmène Oob avec lui pour l'entraîner. Boo n'apparait pas dans les histoires 2 et 3 car les personnes très puissantes comme lui n'étaient déjà plus sur Terre. Quant à l'histoire 4, après le départ de Trunks vers l'histoire 3 et l'ouverture du Cell Game en 767, la suite est inconnue.
Dans l'histoire 5, la chronologie est identique à celle de l'histoire 1 mais prend un chemin différent après le vœu de Zamasu de devenir Son Gokû puis la mort de ce dernier. Après le départ de Gokû Black vers l'histoire 2 et la mort de Son Gokû en 780, la suite est inconnue.
| Année | Histoire 4                              | Histoire 1                                                   | Histoire 2                                                                                             | Histoire 3                                                                                    | Histoire 5 |
| ----- | --------------------------------------- | ------------------------------------------------------------ | --- | --------------------------------------------------------------------------------------------- | --- |
| 763   |                                         | Arrivée de Cell sous la forme d'un œuf.                      | |                                                                                               | |
| 764   |                                         | Trunks abat Freezer et son père. Son Goku revient sur Terre. | Son Goku revient sur Terre. Il abat Freezer et son père. Il meurt plus tard d'une maladie contagieuse. |                                                                                               | |
| 766   |                                         | Naissance de Trunks.                                         | Naissance de Trunks.                                                                                   |                                                                                               | |
| 767   | [réf. souhaitée]Ouverture du Cell Game. | Apparition des cyborgs. Ouverture du Cell Game.              | Apparition des cyborgs. La plupart des guerriers de la Terre sont anéantis.                            |                                                                                               | |
| 774   |                                         | Boo ressuscite.                                              | |                                                                                               | |
| 780   |                                         | Apparition de Black Goku et début du Tournoi du Pouvoir.     | Mort de Son Gohan.                                                                                     |                                                                                               | Après avoir rassemblé les Super Dragon Balls, Zamasu fit le vœu de devenir Son Gokû puis se rend sur Terre pour tuer définitivement le Gokû originel |
| 784   |                                         | 28e Tenkaichi Budokai. Son Goku emmène Oob avec lui.         | Achèvement de la construction de la machine à voyager dans le temps. Trunks en route pour le passé.    |                                                                                               | |
| 785   |                                         |                                                              | Après son voyage dans le passé, Trunks, devenu puissant, écrase C-17 et C-18.                          | Trunks, en utilisant le circuit d'arrêt d'urgence des cyborgs, se débarrasse de C-17 et C-18. | |
| 788   |                                         |                                                              | Trunks élimine Cell.                                                                                   | Cell s'empare de la machine à voyager dans le temps de Trunks.                                | |

| Histoire 4 (H4) |  | Histoire 1 (H1) |  | Histoire 2 (H2) |  | Histoire 3 (H3) |
| --- |  | --- |  | --- |  | --- |
| 767 : [réf. souhaitée]Cell (H4) absorbe C-17 (H4) et C-18 (H4) puis organise le Cell Game. Trunks (H3) vole les plans des circuits d’arrêts d’urgence des cyborgs et retourne à son époque. |  | |  | |  | 785 : Le monde se faisant ravager par les cyborgs C-17 (H3) et C-18 (H3), Trunks (H3) décide d’aller dans le passé pour essayer de trouver les plans des circuits d’arrêts d’urgence des cyborgs.                                                                                          |
| |  | |  | |  | 785 : L’ordinateur du Dr Gero (H3) ayant fini de créer Cell (H3), celui-ci est à l’état de bébé et débute sa croissance. Trunks (H3), en utilisant les plans des circuits d’arrêt d’urgence des cyborgs, se débarrasse de C-17 (H3) et C-18 (H3).                                          |
| Suite inconnue |  | 763 : Cell (H3) arrive donc sous la forme d’un œuf de son voyage à travers le temps et débute à nouveau sa croissance. |  | |  | 788 : Cell (H3) a fini sa croissance et est à sa première forme. Ne trouvant pas C-17 (H3) et C-18 (H3) car détruits trois ans auparavant, il tue Trunks (H3) car celui-ci est trop faible pour le vaincre et s’empare de sa machine à voyager dans le temps en retournant à l’état d’œuf. |
| |  | |  | 764 : Son Goku (H2) revient sur Terre après son combat face à Freezer (H2). Celui-ci vient prendre sa revanche en compagnie de son père mais se font tuer par Son Goku (H2). Il meurt plus tard d’une maladie contagieuse.                                     |  | Suite inconnue |
| |  | |  | 766 : Trunks (H2) naît. |  | |
| |  | |  | 767 : C-17 (H2) et C-18 (H2) apparaissent et tuent tous les guerriers exceptés Trunks adolescent (H2) et Son Gohan adulte (H2). |  | |
| |  | |  | 780 : Son Gohan (H2) se fait tuer dans un combat face aux cyborgs. |  | |
| |  | 764 : Trunks (H2) arrive de son voyage et élimine Freezer (H1) et son père (H1). Entretemps, Son Goku (H1) revient sur Terre et Trunks (H2) lui donne un remède contre sa maladie cardiaque qui surviendra dans très peu de temps. |  | 784 : Bulma (H2) achève la construction de la machine à voyager dans le temps. Trunks (H2) se dirige vers le passé. |  | |
| |  | 766 : Trois années se sont écoulées depuis que Cell (H3) est arrivé de son voyage en 763 et commencé sa croissance. Ayant désormais atteint l’âge adulte en première forme, il doit patienter un an avant que les cyborgs (H1) n’apparaissent. Trunks (H1) naît. |  | |  | |
| |  | 767 : À cause de l’intervention de Trunks (H2), de nouveaux cyborgs apparaissent : C-16 (H1), C-19 (H1) et C-20 (H1). C-19 (H1) et C-20 (H1) se font éliminer. Trunks (H2) et Krilin (H1) découvrent le sous-sol du laboratoire du Dr Gero (H1) et l’ordinateur en train de développer Cell (H1) qui est encore au stade larvaire. Cell (H1) se fait éliminer, l’histoire 1 ne connaitra donc jamais Cell (H1). Cell (H3) arrive enfin à absorber C-17 (H1) et C-18 (H1) et à atteindre sa forme finale puis organise le Cell Game. Cell (H3) est anéanti, Trunks (H2) retourne à son époque pour y éliminer les cyborgs grâce à sa puissance acquise lors de son entrainement dans la salle de l’Esprit et du Temps et à sa mort face à Cell (H3) ressuscité. |  | 785 : Trunks (H2) revient de son voyage et, grâce à sa nouvelle puissance, élimine sans difficultés C-17 (H2) et C-18 (H2). Entretemps, l’ordinateur du Dr Gero a fini de créer Cell (H2) et celui-ci débute sa croissance.                                    |  | |
| |  | Suite connue |  | 788 : Cell (H2), ayant fini sa croissance, recherche C-17 (H2) et C-18 (H2) mais ceux-ci ont été détruits par Trunks (H2) trois ans plus tôt. Il décide donc de s’emparer de sa machine à voyager dans le temps et de le tuer mais se fait éliminer lui aussi. |  | |
| |  | |  | Suite inconnue |  | |
| Personnages propres à l’histoire C-17 : mort C-18 : mort Cell : vivant Trunks : inconnu |  | Personnages propres à l’histoire C-17 : vivant C-18 : vivant Cell : mort Trunks : vivant |  | Personnages propres à l’histoire C-17 : mort C-18 : mort Cell : mort Trunks : vivant |  | Personnages propres à l’histoire C-17 : mort C-18 : mort Cell : mort (dans H1) Trunks : mort |

### Futurs alternatifsDragons Ball Super
Dans Dragon Ball Super, Gowasu parle à Zamasu des anneaux temporels. Il évoque le fait qu'il y a plus de quatre cents ans, un humain de l'univers 12 est remonté dans le passé pour changer le temps créant un monde parallèle. Gowasu remarque aussi que, récemment, trois nouveaux anneaux sont apparus et donc trois nouveaux mondes parallèles. Ces mondes correspondent aux trois mondes créés par les voyages de Trunks et Cell.
Deux nouveaux mondes parallèles vont être créés, le premier est dû au voyage dans le temps de Trunks pour échapper à Black Goku. Comme Trunks préviens Son Goku et Beerus de l'existence de Black Goku. Ces derniers, grâce à certains points permettant de comprendre qu'il s'agit d'un Kaio et aux informations de Kibito sur les agissements étrange de Zamasu, vont détruire Zamasu avant qu'il ne devienne Black Goku. Le second est créé par Trunks, voulant retourner à son époque dans son monde, décide de repartir dans son monde avec Mai avant l'apparition de Dabra pour éviter la mort de Kaio du Sud et par conséquent de Beerus pouvant ainsi lui demander de détruire Zamasu.
De plus, le monde originel de Trunks du futur est détruit, l'anneau temporel associé à ce monde disparaît après que le roi Zeno l'ai supprimé.

### Changement dans le temps et futurs alternatifs
Dans Dragon Ball Z : La Résurrection de ‘F’, Whis rembobine le temps permettant à Son Goku de changer le passé. Il est expliqué qu'il est limité à un retour de quelques minutes dans le passé, ce qui permet d'éviter la création d'un monde parallèle.
Dans Dragon Ball: Episode of Bardock, Baddack se retrouve propulsé dans le passé en -263 après son combat contre Freezer. Il devient le premier Super Saiyan et est à l'origine de la légende du Super Saiyan. Ce voyage dans le temps colle avec l'époque de la création du premier anneau temporel qu'évoque Gowasu, cependant Gowasu dit que le premier monde parallèle a été créé par la technologie d'humains de l'univers 12. Rien ne permet de savoir si ce voyage dans le passé est celui ayant créé le premier monde parallèle, s'il n'en a pas créé ou s'il n'est pas inclus dans les anneaux temporels de Dragon Ball Super.
Dans Dragon Ball GT, Pilaf, Mai et Soba n'ont pas rajeunis en 767 comme dans les univers du présent et du futur de Dragon Ball Super, il s'agit donc d'un univers alternatif à ceux connus dans Dragon Ball Super.

### Futurs alternatifs ordre chronologique
- identique au monde de Dragon Ball, M5
- identique au monde de Trunks du futur, M4
- Non connu

| Année     | Monde 0 (M0) Monde créé par l'univers 12 Histoire 0 (H0)                                                                                 | Monde 1 (M1) Monde originel Histoire 3 (H3) | Monde 2 (M2) Premier monde parallèle. Histoire 4 (H4) | Monde 3 (M3) Monde Black Goku Histoire 5 (H5) | Monde 4 (M4) Monde Trunks du futur Histoire 2 (H2) | Monde 5 (M5) Monde Dragon Ball, Dragon Ball Z/Kai, Dragon Ball Super Histoire 1 (H1) | Monde 6 (M6) Monde d’accueil de Trunks du futur Histoire 6 (H6)                                                                                              | Monde Dragon Ball GT |
| --------- | --- | --- | --- | --- | --- | --- | --- | --- |
| avant 380 | Arrivé du mortel de l'univers 12 du futur qui change le passé et crée le premier monde parallèle. Deviation du monde M0 de sa branche M1 | | | | | | | |
| avant 380 | | Un mortel de l'univers 12 crée une machine à remonter le temps et va dans le passé. Création du monde M0. | | | | | | |
| 763       | | | | Arrivée de Cell (M1) sous la forme d'un œuf. | | | | |
| 764       | | Son Goku revient sur Terre. Il abat Freezer et son père. Il meurt plus tard d'une maladie contagieuse. | | Trunks (M4) arrive du futur. Trunks (M4) abat Freezer et son père. Son Goku revient sur Terre. Trunks (M4) retourne dans le futur. | | | | |
| 766       | | Naissance de Trunks (M1). | | Naissance de Trunks (M3). | | | | |
| 767       | | Apparition des cyborgs. Pilaf invoque Shenron avant que Piccolo et le Tout-Puissant ne meurent et fait le vœu de rajeunir. La plupart des guerriers de la Terre sont anéantis.                                                                                    | Trunks (M1) trouve le laboratoire du Docteur Gero et les plans des circuits d'arrêts d'urgence de C-17 et C-18. Ouverture du Cell Game. Trunks (M1) retourne à son époque dans le monde 1 (M1). | Apparition des cyborgs. Pilaf invoque Shenron avant que Piccolo et le Tout-Puissant fusionnent et fait le vœu de rajeunir. Trunks (M4) et Krilin trouve le laboratoire du Docteur Gero et les plans des circuits d'arrêts d'urgence de C-17 et C-18. Trunks (M4) et Krilin détruise le laboratoire du Docteur Gero avec Cell (M3). Ouverture du Cell Game. Son Gohan élimine Cell (M1). Trunks (M4) retourne à son époque dans le monde 4 (M4). | | | | Apparition des cyborgs. Pilaf ne rajeuni pas. Deviation du monde GT de sa branche M3. Trunks (M4GT) et Krilin trouve le laboratoire du Docteur Gero et les plans des circuits d'arrêts d'urgence de C-17 et C-18. Trunks (M4GT) et Krilin détruise le laboratoire du Docteur Gero avec Cell (M1GT). Ouverture du Cell Game. Son Gohan élimine Cell (M1GT). Trunks (M4GT) retourne à son époque dans le monde 4 GT (M4GT). |
| 774       | | | | Boo ressuscite. | | | | |
| 778       | | | | Combat entre Son Goku et Beerus. | | | | |
| 778       | | | | Freezer est ressuscité puis tué de nouveau. Un tournoi a lieu entre l'univers 6 et l'univers 7. | | | | |
| 780       | | Mort de Son Gohan. | | Zamasu (M3) tue Gowasu (M3). | | Arrivé de Trunks (M4) du futur. Deviation de monde M5 de sa branche M3. Beerus (M5) tue Zamasu (M5) Son Goku (M5) ramène Trunks (M4), Mai (M4) et Roi Zeno (M4). Trunks (M4), Mai (M4) retourne dans son monde avant la mort de Kaio du Sud afin de changer l'histoire. Création du monde M6. Son Goku présente Roi Zeno (M4) à Roi Zeno (M5). Début du Tournoi du Pouvoir. | | |
| 781       | | | | Zamasu (M3) utilise Super Shenron pour prendre le corps de Son Goku (M3) pour devenir Black Goku (M3). Black Goku (M3) tue Son Goku (M3) et sa famille. Black Goku (M3) cherche dans le futur et dans les mondes parallèles, un monde et une époque propice pour mettre en place le plan « Plan 0 humains », il s'arrête en 794 dans le monde M4.                                                                                               | | | | |
| 784       | | Achèvement de la construction de la machine à voyager dans le temps. Trunks (M1) en route pour le passé en 764. Création du monde M2. Trunks (M1) reviens après avoir rencontré Son Goku (M2) et prépare son prochain voyage pour 767.                            | | | Achèvement de la construction de la machine à voyager dans le temps. Trunks (M4) en route pour le passé en 764. Trunks (M4) reviens après avoir rencontré Son Goku (M3) et prépare son prochain voyage pour 767. | 28e Tenkaichi Budokai. Son Goku emmène Oob avec lui. | | |
| 785       | | Trunks (M1) retourne dans le passé en 767. Trunks (M1) reviens du passé avec le circuit d'arrêt d'urgence des cyborgs. Trunks (M1), en utilisant le circuit d'arrêt d'urgence des cyborgs, se débarrasse de C-17 et C-18.                                         | | | Trunks (M4) retourne dans le passé en 767. Trunks (M4) reviens du passé après s'être entrainé avec Végéta (M3) pour vaincre Cell (M1). Après son voyage dans le passé, Trunks (M4), devenu puissant, écrase C-17 et C-18. | | | |
| 788       | | Cell (M1) s'empare de la machine à voyager dans le temps de Trunks (M1). Cell (M1) part dans le passé en 763 avec la machine programmé pour aller dans le monde M2. Création du monde M3 à partir du monde M2 et par conséquent du monde M4 à partir du monde M1. | | | Trunks (M4) compte retourner dans le passé pour informer ses amis du monde M3 qu'il a éliminé les cyborgs dans son monde. Trunks (M4) qui sait que Cell (M4) doit le tuer en 788 pour lui voler sa machine remarque la présence de Cell. Trunks (M4) élimine Cell (M4). | | | |
| 794       | | | | | Babidi arrive sur Terre et est tué par Trunks (M4) avant de ramener Boo. Kibito et Kaio du Sud meurent pendant le combat, la Z-Sword est pétrifié et détruite par Dabra tuant le Vieux Kaio Shin. Beerus (H2) disparaît à cause de la mort des Kaios. Black Goku (M3) tue Gowasu (M4) et s'allie avec Zamasu (M4) Black Goku (M3) et Zamasu (M4) commencent le plan « Plan 0 humains »: Black Goku (M3) utilise le Zenkai saiyen pour devenir plus fort grâce aux soins de Zamasu (M4) puis ils commencent l'élimination des Kaios et des mortels. | | Trunks (M4) et Mai (M4) arrivent du monde M5 pour sauver Kaio du Sud (M6) et empêcher la disparition de Beerus (M6). Deviation du monde M6 de sa branche M4. | Pilaf invoque Shenron et fait le vœu de rajeunir Son Goku. Son Goku, Trunks et Pan partent à la recherche des Dragon Balls dans l'espace. Combat contre Baby |
| 795       | | | | | | | | Combat contre Super C-17. Les Dragon Balls ayant été trop abusées font apparaître sept dragons guerriers qui devront être vaincus. Son Goku part avec Shenron. |
| 796       | | | | | Black Goku (M3) attaque la Terre. | | | |
| 797       | | | | | Trunks (M4) retourne en 780 avec sa machine programmé pour aller dans le monde M3. Création du monde M5 à partir du monde M3.. Son Goku (M5) et Vegeta (M5) viennent pour combattre Black Goku (M3) et Zamasu (M4). Son Goku (M5) convoque le Roi Zeno (M4) qui détruit le monde M4. Son Goku (M5) ramène Trunks (M4), Mai (M4) et Roi Zeno (M4) en 780 dans le monde M5. | | | |

#### Autre livre
1. 1 2  Le Dictionnaire de Dragon Ball

#### Autres livres japonais
- (ja) Akira Toriyama, ドラゴンボール　大全集　7 : Dragon Ball Daijiten [« Doragon Bōru Daizenshū 7 : Dragon Ball Daijiten »], Chiyoda, Shūeisha, coll. « Jump Comics »,‎ 25 février 1996, 317 p., 18,6 × 26,5 cm, couverture couleur, broché (ISBN 4-08-782757-7)

#### Autres livres français
- Akira Toriyama (trad. du japonais par Olivier Huet), Le Dictionnaire de Dragon Ball, Grenoble, Glénat, coll. « Art of », 3 novembre 1999, 312 p., 18,8 × 26,3 cm, couverture couleur, broché (ISBN 978-2-7234-2945-0 et 2-7234-2945-8, OCLC 422071415, BNF 39110010, présentation en ligne)